# 洛斯海姆施陶湖

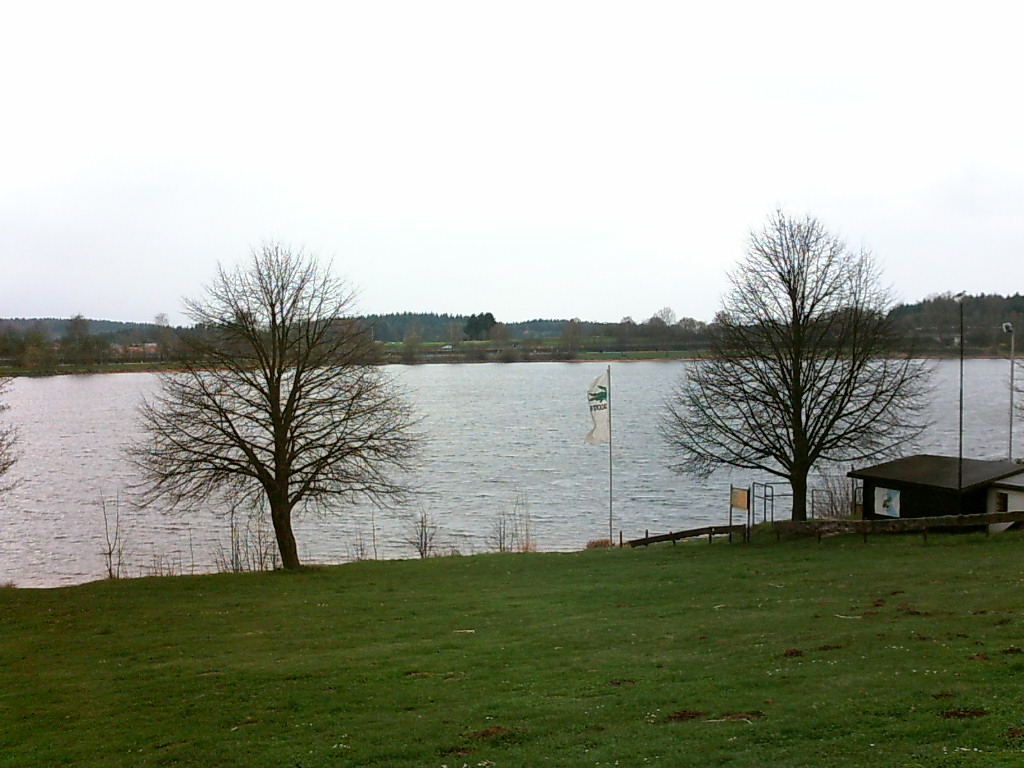

49°31′6″N 6°43′58″E / 49.51833°N 6.73278°E
洛斯海姆施陶湖（德語：Stausee Losheim），是德國的湖泊，位於該國西南部，由薩爾蘭州負責管轄，處於濱湖洛斯海姆附近，面積0.31平方公里，海拔高度300米，水體容量1,550萬立方米。